# 기타코섬 (구바섬 부근)

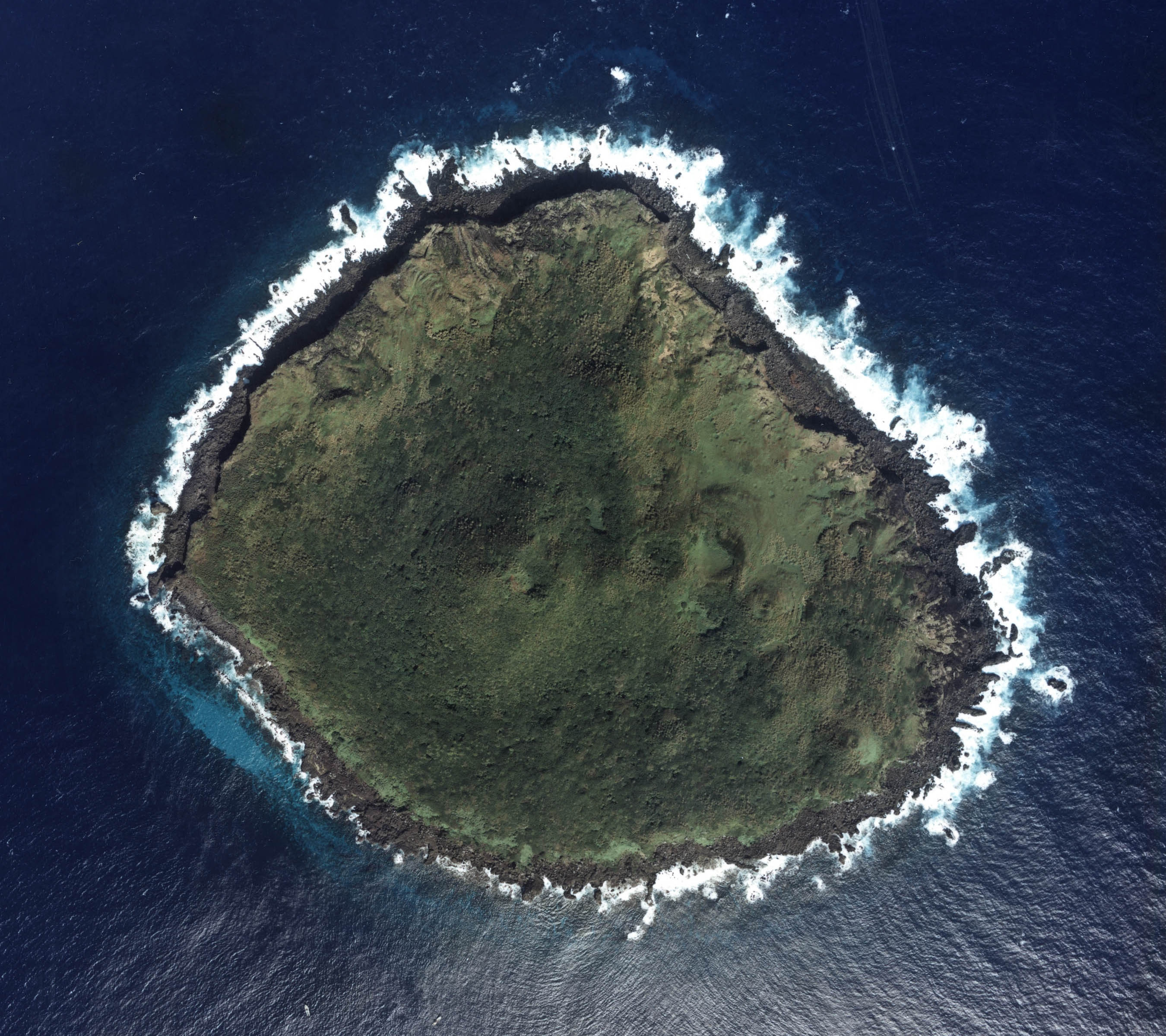
구바 섬(중국명 황웨이 섬)

기타코섬(일본어: 北小島 기타코지마[*]) 또는 상후야섬(중국어: 上虎牙岛)은 센카쿠 또는 댜오위다오의 구바섬(중국명: 황웨이섬) 북쪽에 위치한 무인도이다.